# Trifolium leibergii
Trifolium leibergii är en ärtväxtart som beskrevs av Aven Nelson och James Francis Macbride. Trifolium leibergii ingår i släktet klövrar, och familjen ärtväxter. Inga underarter finns listade i Catalogue of Life.